# Спорт у Тернопільській області

## Спортивні товариства Тернопільщини
У 1885 році в містах Краків, Перемишль, Коломия, Львів і Тернопіль організоване польське товариства «Сокул» (пол. Sokół). 1890 року в м. Тернопіль споруджено будинок цього товариства.
У 1891 році в с. Купчинці, нині Козівського району, з ініціативи Павла Думки і К. Жмура засновано 1-ші українські станиці товариств «Січ» та «Сокіл», тоді ж такі товариства почали діяти в усіх повітових містечках Тернопільського воєводства. 1896 в Тернополі біля міського парку (нині — Старий парк) споруджено спортивний майданчик, де проводили змагання з «копаного м'яча» (футболу), гімнастики, легкої атлетики та ін.
У 1904 році в Тернополі створена українська сокільська організація з багатогранною діяльністю: пожежною, стрілянням по цілі, їздою на конях і велосипедах, плаванням, веслуванням, фехтуванням та інших. 1-і голови товариства — Сидір Голубович, Володимир Вітошинський, Ілярій Брикович.
1910 року в Тернополі на окружному зльоті «Соколів» відбулися показові гімнастичні виступи та спортивні ігри й змагання з волейболу, метання диска і ядра, п'ятиборства. Тут вправи в одностроях продемонстрували понад 160 учасниківіз усіх осередків повіту. Цього ж року на території сучасної Тернопільської області почали діяти пожежно-гімнастичні товариства «Січ», зокрема, у м. Бережани засновно січову управу на чолі з Андрієм Чайковським, яка 1911 провела 1-й повітовий здвиг за участю січовиків із Підгаєччини, Перемишлянщини, Рогатинщини, Тернопільщини, Ходорівщини та ін.
1912 року у м. Прага (нині Чехія) відбувся всеслов'янський сокільський зліт, у якому брав участь тернополянин Т. Остап'юк. 1914 у м. Львів на відзнаку 100-річчя від дня народження Т. Шевченка відбувся зліт товариств «Січ» і «Сокіл», у якому брали участь представники з Тернопільщини.
Перед 1-ю світ. війною на вул. Коперника у м. Тернопіль сокільці обладнали спортивний майданчик із футбольним полем, тенісним кортом, зимовою льодовою ковзанкою. В період 1-ї світової війни спортивні товариства «Січ» та «Сокіл» припинили діяльність, багато їх членів вступили до Леґіону УСС, згодом захищали ЗУНР і УНР.
На поч. 1920-х після тривалої перерви відновила діяльність тернопільська філія Львівського спортивного товариства «Сокіл-Батько». 1924–1925 створено спортивне товариство «Луг», яке об'єднало повітові та низові комітети. У цей період діяли також спортивні товариства та спортивні клуби «Каменярі», «Карпатський лещетарський клуб», «Поділля» (всі — Тернопіль), «Лисоня» (Бережани), «Степ» (Монастириська), «Буревій» (Бучач), «Хортиця» (Підгайці) та ін.
У 1932, 1934 роках тернопільські сокільці брали участь в урочинах із нагоди 50-річчя «Рідної школи» та 50-річчя «Просвіти», 1936 — в м. Львів — у перших післявоєнних змаганнях. 1939 сокілецький осередок у Тернополі нараховував 214 чл. — міщани, робітники, службовці. Руханкові чоловічі, жіночі та молодіжні відділи двічі на рік демонстрували майстерність (узимку на сцені будинку «Міщанського братства», влітку — на фестинах).
Перші спортивні клуби Тернопілля — український «Поділля» і польський «Креси». У «Поділлі» культивували 17 видів спорту, в тому числі футбол, волейбол, бокс, велоспорт, легку атлетику, баскетбол, лижі, плавання, ручний м'яч, хокей, шахи, шашки. Тут виплекано одні з найсильніших у Галичині боксерські та футбольні дружини.
Політичне забарвлення було характерне для діяльності тернопільських клубів «Креси» та «Леґіон». Єврейське спортивне життя пов'язане зі спортивними клубами «Єгуда», ŻRKS.
1939 після приходу ЧА спортивні товариства та клуби Тернопілля ліквідовані, низку керівників та спортсменів репресовано.
Перші спортивні товариства у післявоєнний період — «Динамо», «Авангард»; сільські — «Колгоспник», профспілкові — «Локомотив», «Водник», «Спартак», «Буревісник», «Трудові резерви». Загальне керівництво і контроль за спортивними товариствами здійснювали профспілки та відповідальні відомства. 1953 в області було 34 осередки спортивного товариства «Спартак», разом — 1278 членів. Змагання проводили на обласному, районному, артільному рівнях. Спортивне товариство «Динамо» у республіканських змаганнях вибороло 3-є місце з хокею та 7-е — з футболу.
1951 року спортивне товариство «Колгоспник» налічувало значну кількість членів, зокрема у Борщівському районі — 1300, Бучацькому — 1525, Збаразькому — 1700, Зборівському — 1232.
Від 1952 діяло спортивне товариство «Урожай», членів якого того ж року разом із товариствами «Спартак» та «Іскра» взяли участь у розіграші кубка області, 1955 виставлено на змагання понад 2000 осіб.
У 1966–1970 роках члени спортивного товариства «Динамо» міста Тернопіль брали участь у 17 видах спортивної боротьби, в яких 1966 було задіяно 290 спортсменів, 1970 — 340. 1967 спортивне товариство «Спартак» підготувало 4 майстри спорту, 183 кандидати у майстри спорту та спортсменів 1-го розряду, всього — 6673 розрядники. Йому належали 14 стадіонів і футбольних полів, 211 спортивних майданчиків, 10 лижних станцій, 1 турбаза, 6 басейнів і водних станцій, 5 спортивних ковзанок.
1975 року на честь 25-річчя сільського спортивного товариства «Колгоспник» проведено 444 змагання за участю 1 356 017 осіб. Цього ж року його перейменовано на СТ «Колос», членів якого встановили 367 рекордів області.
2007 в області діяли СТ «Динамо», «Колос», «Спартак», «Україна». Функціонують 22 стадіони, 1025 спортивних майданчиків, 423 футбольних поля, 3 лижні бази, 144 стрілецькі тири, 10 басейнів, 436 спортивних залів, 3 легкоатлетичних ядра, 397 гімнастичних містечок, 384 приміщення для фізкультурних занять, 3 трампліни.
Фізкультурно-оздоровчою роботою охоплено близько 100 тис. громадян, об'єднано у 1692 колективи. Задіяна система підготовки спортивних резервів, що охоплює 35 ДЮСШ, 6 спеціалізованих шкіл олімпійського резерву, обласну школу вищої спортивної майстерності, обласний центр інвалідного спорту «Інваспорт».
У вишах Тернополя діють 5 кафедр фізичного виховання, спортивний ліцей при ТНПУ. 2007 в спортивних школах області займалося понад 15 тис. дітей та підлітків. Славу Тернопільщині примножили найкращі спортивні команди «Колос» (м. Бучач), «Кристал» (м. Чортків), «Аванґард», «Нива»; спортивні клуби «Галичанка-Галекспорт», «Надзбруччя», «Академія», «Унітех» (усі — м. Тернопіль).

## Індивідуальні види спорту

### Більярд
Більярд розвивався від початку 20 ст., в радянський період — напівлегально. 1986 відбувся 1-й чемпіонат області; переможець — В. Орчук.
2002 створена обласна федерація (голова — М. Здоровцев).
У квітні 2003 в Тернополі відкрито клуб для професійного більярду «Массе», у червні того ж року в ньому відбувся міжнародний турнір із російського більярду. Сформовано жіночу команду (12 членів), яка бере участь у чемпіонатах України.

## Командні види спорту

### Футбол
На Тернопільщині початок розвитку футболу датовано 1905 роком, коли з учнів старших класів гімназії та молоді міста створено спортивне товариство «Поділля», хоча гра в «копаний м'яч» була ще раніше популярною серед гімназистів, яких заохочував до занять професор Семен Сидоряк. Значний вклад у становлення футболу в Тернополі внесли професори товариства «Sok» Куликівський і Романський та гімназії — Мединський і Словік.
1907–1908 засновано польське товариство «Kresy», в українській гімназії — спортивне товариство «Поділля». Між цими командами 1909 відбувся 1-й на Тернопільщині футбольний матч. У 1910 році створено тернопільські клуби «Бурса ТСП», «Єґуда», «Руська бурса» та «Погонь» (Золочів). 1910–1911 найсильніша команда Тернопільщини — «Поділля».
1912 у м. Тернопіль було 7 футбольних дружин. 1913–1914 товариство «Kresy» мало 8 команд, своє футбольне поле (на місці сучасного стадіону), повне екіпірування. Після створення у межах Австрійського футбольного союзу (АФС) Польський футбольний союз (ПФС) отримав право на власний чемпіонат.
Створена «Східна футбольна ліга» з класами «А», «Б», «Ц». Українські галицькі клуби змагались у класі «Ц».
Після 1-ї світової війни поновлює діяльність «Поділля» (голови О. Дядів, Т. Мисюк, В. Чубатий, І. Яворський, М. Никифорук). Серед гравців: Л. Бурбела, В. Качмарук, І. Коцюмбас, П. Кравченюк, О. Мельничук, П. Мурин, Р. Мороз, В. і Є. Олійники, В. Онуферко, А. Савицький, с. Скочиліс, В. Чумак, С. Юрчинський та ін.
1920–1921 заходами В. Онуферка і С. Чумака зареєстровано статут товариства, придбано спортивний реманент.
1930-ті команда змагалася у класі «А».
1933 організовано тернопільський футбольний півокруг, до якого вступило 11 статутних клубів із Тернополя, Золочева, Чорткова, Теребовлі й Збаража.
1939 з приходом ЧА спортові товариства розформовано, окремі гравці виступали у клубах «Пищевик» і «Восход». Одночасно організовано нові спортивні товариства — «Аванґард», «Буревісник», «Динамо», «Колгоспник», «Локомотив». У 1942 році в Галичині створено 1-шу українську футбольну лігу з класами «А» і «Б», відновлено діяльність спортового товариства «Поділля», у футбольній команді грали кілька передвоєнних спортсменів. Створено команди: 2-гу та юніорів. 1945 — 1-і післявоєнні. Поєдинки на Тернопільщині, 1946 команди взяли участь у першості України. 1948 — змагання за Кубок міста, який виборола команда «Локомотив». 1949 залізничники успішно виступ. у змаганнях на першість УРСР.
Від 1951 Тернопілля представляла команда «Динамо», яка 1956 дійшла до півфіналу Кубка України.
1958 створена команда «Аванґард»: 1960–1968 — майстри класу «Б», 1969–1971 — 2-ї ліги СРСР.
Спортивними досягненнями відзначилися команди «Колгоспник» (з 1969 року «Колос») із м. Бучач: чемпіон УРСР у рамках ДСТ «Колос» (1966–1973), 3-разовий володар Кубка СРСР серед сільських команд «Золотий колос» (1969–1971, представляв радгосп «Дружба», приз навічно залишився у команди), чемпіон та срібний призер чемпіонату України серед колективів фізкультури (1966); «Кристал» («Цукровик») із м. Чортків: команда виступ. у 1-й (1992–1997) та 2-й лігах національних першостей України; «Нива» (міста Підгайці, Бережани, Тернопіль, Бережани, Тернопіль): чемпіон України серед колективів фізкультури (1982), у 2-й ліз і класу «А» чем-ту СРСР (1983–1991), вищій лізі України (1992–2001).
На обласному рівні 1947–2004 володарями найвищих нагород були 20 команд із міст та сіл: міста Тернопіль — 14 разів, Бучач — 8, Бережани, Чортків, Заліщики — по 6, Хоростків — 4, Кременець, Монастириська, Теребовля — по 3, с. Великі Гаї Тернопільського району — 2, м. Копичинці Гусятинського району, м. Підгайці, с. Новосілка Підволочиського району — по 1 разу. Рекордсмен за кількістю завойованих чемпіонатських титулів підряд — команда «Колос» (Бучач) — 8 разів (1966–1973), володар Кубка обл. 6 разів поспіль (1952–1957) — команда «Динамо» (Тернопіль). Загалом Кубок області зимував у Тернополі 15 разів, Бережанах і Чортков і — по 7, Теребовл і — 6, Заліщиках — 5, Микулинцях та Підволочиську — по 3, Вел. Гаях, Підгайцяхі Хоростков і — по 2 рази, Бучач і, Збаражі, Копичинцях, Кременці, Тернопільському районі — по разу.

### Регбі
Розвиток цього виду спорту на тернопіллі почалося в другій половині 1980-х років у волинському містечку Кременець. Кременецькі регбійні команди («Гладіатор», «Магістр») у 1990-х регулярно брали участь у першості України серед дорослих команд. Юнацькі та дитячі команди неодноразові учасники фінальних частин першості України у своїх вікових категоріях, також завдяки своїм юнакам Кременець має титул чемпіона України з регбі.
Вихованці кременецької школи регбі виступають у клубах вищої та першої ліг першості України (РК «Рівне», СК «Тернопіль», РК «Гірник»).
Ще одною віхою в розвитку регбі на території області стало утворення на початку 2000-х років регбійної секції СК «Тернопіль» в обласному центрі.
Ця команда, зібравши усі таланти із західної частини України, досить швидко пройшла горнило першої ліги до вищої, у якій виступала з 2006 до літа 2010 року, знявшись із фінальної частини через фінансові труднощі.

## Єдиноборства

### Карате
Карате розвинене в краї завдяки виникненню наприкінці 1980-х у Тернополі спортивних клубів, з-поміж яких функціонують «Ізіо-Спартак», «Сакура», «Тернопіль», «Воля».
На початку 1990-х в області на офіційному рівні діяли понад 20 шкіл та секцій східних єдиноборств. Нині на Тернопільщині займаються переважно кіокушинкай, фристайл-карате, шото-кан та ін.
Плідно працюють тренери С. Колісник, В. Костенко, В. Кушнірик, П. Левицький, М. Мамчур, Є. Марущак, С. Мельник, В. Фаріон, Б. Федоришин. Президент обл. асоц. сх. бойових мист-в — П. Федоришин. Найвагоміші результати — «Ізіо-Спартака» (тренер П. Федоришин; фристайл-карате), який не раз перемагав у команд. першості України.
В індивід. заліку чемпіони України — представники цього клубу М. Дуб, П. Левицький, О. Лелюх, С. Онуфрієнко, С. Москаленко, В. Фаріон, В. Шнуровський (усі — фристайл-карате), О. Чумичова («ката»). СК «Ізіо-Спартак» виховав 3-х м. сп. міжнар. класу. Від 2004 В. Кушнірик — тех. дир. Міжнар. союзу бойового карате (ШККК).

## Настільні ігри

### Бридж
В Західній Україні бридж-клуби існували до 1939, зокрема в Тернополі популярним був роберний бридж.
У січні 1972 прийнято урядове рішення про заборону секцій спортивного бриджу, розпущені його федерації. 1977-1978 на квартирі тернополянина В. Анзіна проведені чемпіонати України.
1980 за сприяння директора шахового клубу «Авангард» Я. Тамаріна створена секція бриджу (нині Тернопільський клуб бриджу). Від 1982 розігрують перехідний кубок Тернополя з бриджу.
1991 створена Українська федерація спортивного бриджу, проведено змагання за перший Кубок України, який виграли І. Легкий та О. Осінський із Тернополя.
Гравцями вищої ліги різного часу були тернополяни: Р. Бабій, А. Болонний, А. Гарбар, Я. Голда, О. Горинь, О. Засоба, О. Лисенко.
1996 Я. Голда організував бридж-навчання в технічних та педагогічних ліцеях, ТАНГ, ТДПУ; проведена першість Тернополя серед школярів (переможці — Ю. Рудик і Д. Кривко).
1999 команда із трьох тернополян здобула срібні медалі на 3-й Олімпіаді з розумових видів спорту в Лондоні (Велика Британія).